# Żarłacz galapagoski
Żarłacz galapagoski (Carcharhinus galapagensis) – gatunek rekina z rodziny żarłaczowatych (Carcharhinidae). Preferuje czyste wody raf koralowych wokół oceanicznych wysp, gdzie jest najliczniej występującym gatunkiem rekina. Jeden z większych rekinów, osiąga niekiedy 3,3 m długości. Z powodu wrzecionowatej budowy ciała typowej dla przedstawicieli Carcharhinus gatunek ten czasami mylony jest z żarłaczem ciemnoskórym (C. obscurus) i żarłaczem rafowym (C. amblyrhynchos). Cechą charakterystyczną, umożliwiającą poprawną identyfikację jest wysoka, zaokrąglona na szczycie pierwsza płetwa grzbietowa, której proksymalna krawędź podstawy leży za dystalną krawędzią płetw piersiowych.
Te aktywne drapieżniki często spotyka się w dużych grupach. Żarłacz galapagoski poluje głównie na żyjące przy dnie ryby kostnoszkieletowe i głowonogi. Większe osobniki mają bardziej zróżnicowaną dietę, żywią się niekiedy innymi mniejszymi gatunkami rekinów, legwanami morskimi, uchatkami, a nawet odpadami. Podobnie jak inne żarłaczowate, również rekin galapagoski jest żyworodny. Samice rodzą od 6 do 16 młodych co 2–3 lata. Młode przez pewien pozostają w płytkich przybrzeżnych wodach, aby uniknąć upolowania przez osobniki dorosłe. Żarłacz galapagoski najczęściej zachowuje się agresywnie w stosunku do ludzi, przez co uznany został za gatunek niebezpieczny. Międzynarodowa Unia Ochrony Przyrody (IUCN) uznała go za gatunek bliski zagrożenia (NT) z powodu powolnego tempa rozrodczego i częstotliwości połowów na niektórych obszarach występowania.

## Taksonomia i filogenetyka
W 1905 roku Robert Evans Snodgrass i Edmund Heller opisali nowy gatunek rekina, Carcharias galapagensis. Późniejsi autorzy przenieśli ten gatunek do rodzaju Carcharhinus. Typowym okazem (holotypem) był mierzący 65 cm młody osobnik wyłowiony u wybrzeży wysp Galapagos, stąd epitet gatunkowy galapagensis. 
W pracy dotyczącej badań filogenetycznych żarłaczowatych na podstawie cech morfologicznych, opublikowanej w 1982 roku, Jack Garrick umieścił żarłacza galapagoskiego wraz z żarłaczem ciemnoskórym (C. obscurus) w centrum tak zwanej „obscurus group”, jednej z dwóch głównych grup wewnątrz Carcharhinus, obejmującej również żarłacza karaibskiego (C. perezi), żarłacza białopłetwego (C. longimanus), żarłacza brunatnego (C. plumbeus) i Carcharhinus altimus. Wszystkie te gatunki są stosunkowo duże, posiadają trójkątne zęby oraz wyraźny grzbiet pomiędzy płetwami grzbietowymi. Analiza filogenetyczna na podstawie danych allozymowych, opublikowanych przez Gavina Naylora w 1992 roku, potwierdza wcześniejsze założenia, włączając zarazem do „obscurus group” również żarłacza jedwabistego (C. falciformis) i żarłacza błękitnego (Prionace glauca). Za najbliższych krewnych żarłacza galapagoskiego uznał żarłacza ciemnoskórego, białopłetwego i błękitnego.

## Występowanie i środowisko

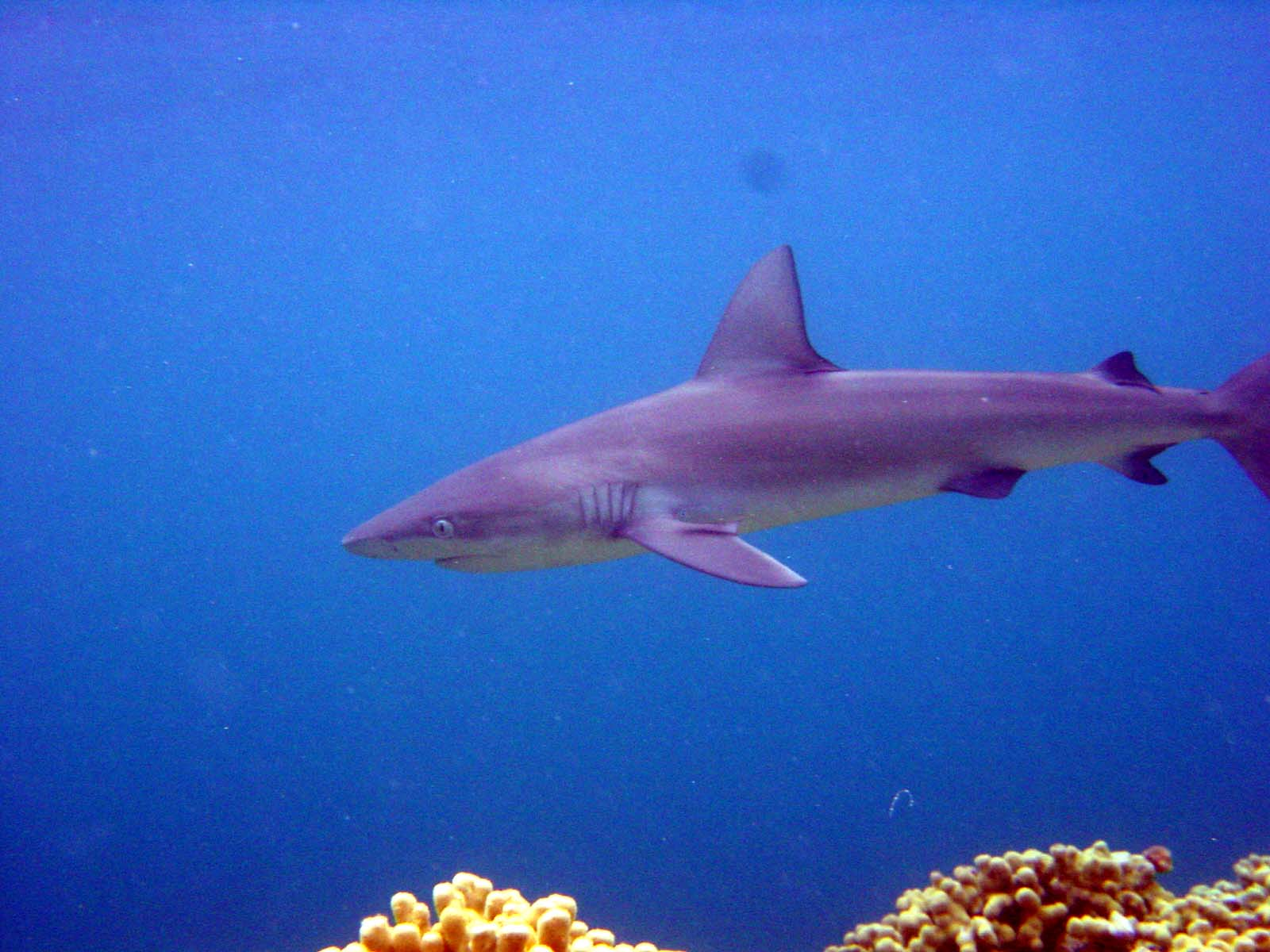
Żarłacz galapagoski występuje często na rafach koralowych

Żarłacz galapagoski zamieszkuje ciepłe wody wokół tropikalnych wysp oceanicznych. W Oceanie Atlantyckim spotykany jest wokół Wyspy Świętej Heleny, Wyspy Wniebowstąpienia, Wysp Zielonego Przylądka, Wyspy Świętego Tomasza, Madery i Wysp Kanaryjskich oraz u wybrzeży Półwyspu Iberyjskiego na wschodzie oraz w wodach Archipelagu Małych Antyli oraz na Bermudach na zachodzie. W Oceanie Indyjskim występuje jedynie u południowych wybrzeży Madagaskaru, od Toliara do Manakara, wokół grupy podwodnych gór zwanej Walters Shoals. Na wschodzie Pacyfiku spotkać go można u wybrzeży Półwyspu Kalifornijskiego (w tym w Zatoce Kalifornijskiej) na południe od San Diego, wokół Archipelagu Ravillagigedo, Wysp Galapagos, Wysp Cooka, Wyspy Bożego Narodzenia, Wyspy Kokosowej, Wyspy Clippertona, Wyspy Malpelo, na Markizach i Hawajach oraz u wybrzeży Gwatemali, Salwadoru, Panamy i Kolumbii. Na zachodzie występuje na Marianach, w wodach Archipelagu Tuamotu oraz wokół Wysp Marshalla, Wysp Kermadec, Wyspy Lord Howe i Wyspy Tupai.
Występuje najczęściej na krawędziach szelfów kontynentalnych i półek wyspowych. Preferuje czyste wody raf koralowych oraz silne konwergencyjne prądy morskie. Niekiedy przebywa wokół skalistych wysepek lub podwodnych gór. Gatunek ten jest w stanie odbywać długie wędrówki pomiędzy siedliskami, oddalając się od brzegu niekiedy o ponad 50 km. Młode osobniki rzadko kiedy schodzą głębiej niż na 25 m, w przeciwieństwie do dorosłych, które spotyka się nawet na głębokości 286 m (zwykle 30-180 m).

## Cechy morfologiczne

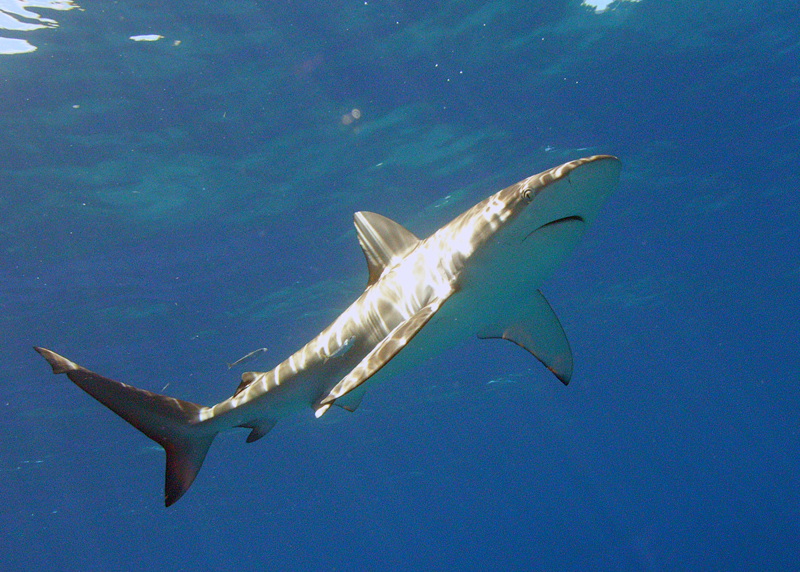
Niekiedy trudno odróżnić ż. galapagoskiego od innych gatunków rekinów

Jest to jeden z większych gatunków rodzaju Carcharhinus, osiągający średnio 3 metry długości. Uważa się, że osiąga maksymalnie 3,3 m (rekordowy nieoficjalny wynik 3,7 m, został zakwestionowany przez kilku autorów). Najcięższym złowionym osobnikiem była samica ważąca 195 kg przy długości 3 m. Posiada smukły opływowy korpus, typowy dla żarłaczowatych oraz szeroki i zaokrąglony pysk bez wystających klapek skórnych obok nozdrzy. Zaokrąglone oczy są średniej wielkości. Za nimi mieści się owalna tryskawka. W U-kształtnym otworze gębowym znajdują się silne szczęki wyposażone w 13 do 15 (zazwyczaj 14) rzędów ostrych zębów. Pierwsze 2-4 rzędy z przodu w obu szczękach są uniesione, a każde kolejne pochylone pod coraz większym kątem. Górne zęby są w kształcie równobocznych, lekko zagiętych ku tyłowi trójkątów o ząbkowanej krawędzi i masywnej szerokiej podstawie, dolne za to haczykowate spiczaste, owalne w przekroju o równych krawędziach i masywnej niskiej podstawie (uzębienie heterodontyczne).
Wysoka, zaokrąglona na szczycie pierwsza płetwa grzbietowa, której proksymalna krawędź podstawy leży za dystalną krawędzią płetw piersiowych to cecha charakterystyczna tego gatunku. Pomiędzy płetwami grzbietowymi występuje niski lecz wyraźnie zaznaczony grzbiet. Mała druga płetwa grzbietowa posiada długą wolną ostro zakończoną dystalną końcówkę i leży nad nieco mniejszą płetwą odbytową, która z wyglądu przypomina mały mocno wygięty, tępo zakończony sierp. Płetwy piersiowe są duże, szerokie i ostro zakończone, ich tylna krawędź jest prosta, przednia łagodnie wygięta ku tyłowi. Płetwy brzuszne są równe, trójkątne. U samca z dystalnych części płetw brzusznych wykształcił się narząd kopulacyjny zwany pterygopodium. Duża płetwa ogonowa cechuje się asymetrycznością i heterocerkicznością. Jej górny łuk posiada u szczytu trójkątny wąski fałd skórny. Skórę pokrywają połyskujące łuski plakoidalne zwane „skórnymi zębami”. Grzbiet cechuje się barwą jasno lub ciemnoszarą. Spód ciała jest najczęściej śnieżnobiały. Pierwsza płetwa grzbietowa i płetwy piersiowe są nieco jaśniejsze od pozostałych. Krawędzie dalszej płetwy grzbietowej, odbytowej i ogonowej ciemne, są niekiedy barwy czarnej. W porównaniu do rekina ciemnoskórego (C. obscurus), żarłacz galapagoski posiada wyższą pierwszą płetwę grzbietową, masywniejszy pysk oraz szersze górne zęby. Od żarłacza rafowego (C. amblyrhynchos) różni się wielkością oraz stosunkiem odległości pomiędzy płetwami grzbietowymi. Pomimo różnic, gatunki te są czasami mylone ze sobą. Różnią się w szczególności liczbą kręgów przedogonowych (precaudal): 58 u żarłacza galapagoskiego, 86-97 u żarłacza ciemnoskórego oraz 110-119 u żarłacza rafowego.

## Ekologia i zachowanie

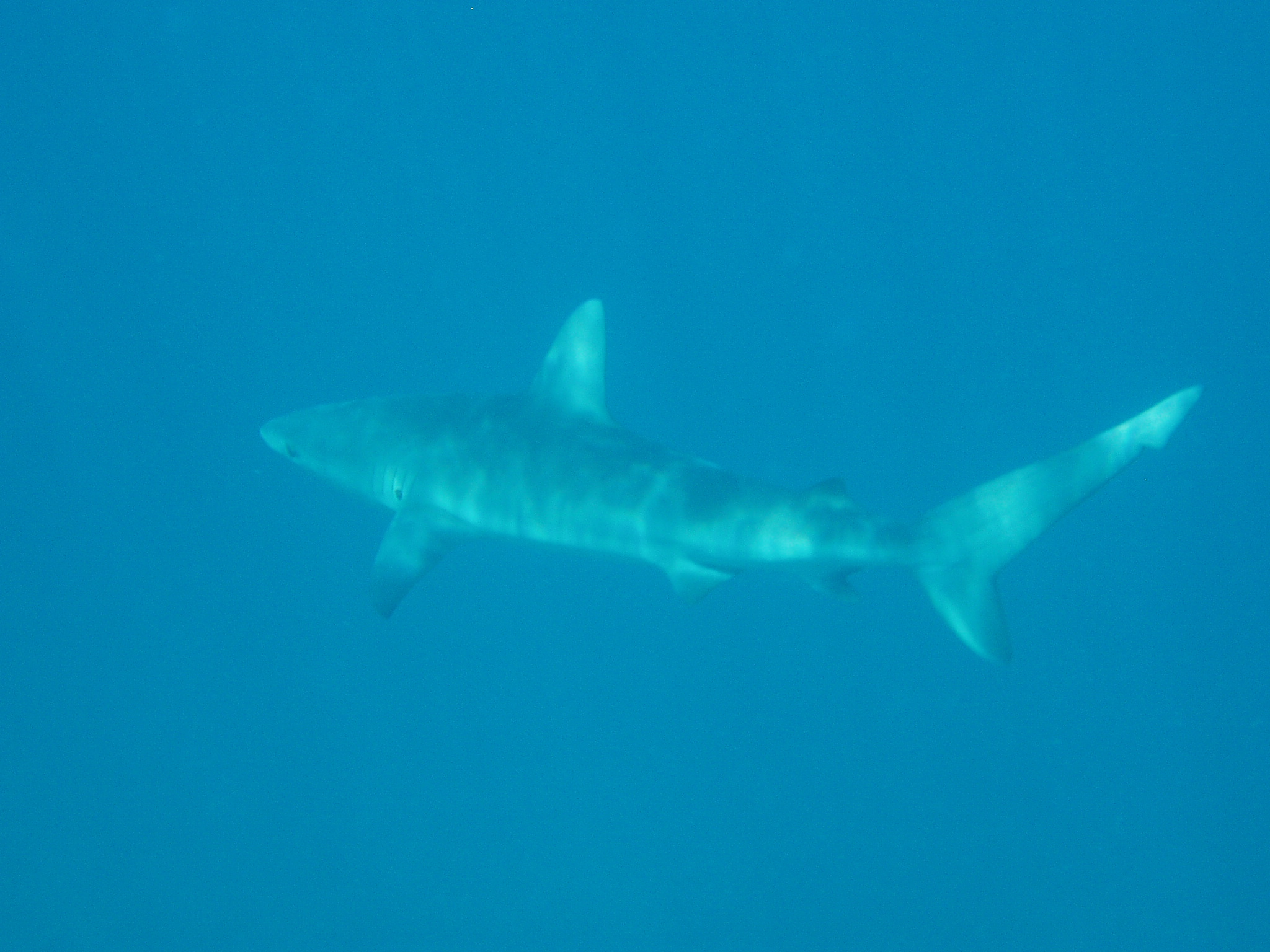
Dorosły żarłacz galapagoski w wodach atolu Kure na Hawajach

Jest najliczniej występującym gatunkiem rekina w płytkich wodach wokół wysp oceanicznych. W oryginalnej pracy opisującej C. galapagensis, Snodgrass i Heller zanotowali, że ich szkuner złowił kilkaset dorosłych żarłaczy galapagoskich, podczas gdy w wodzie pływały kolejne tysiące. Odizolowane wody wokół Wysp Świętego Piotra i Pawła nieopodal Grzbietu Śródatlantyckiego zamieszkuje najliczniejsza populacja rekinów w Oceanie Atlantyckim. Miejscami rekiny te tworzą duże skupiska, które nie są jednak wysoce zorganizowanymi, stałymi grupami (ang. schools).
Podczas interakcji międzygatunkowych żarłacz galapagoski dominuje nad żarłaczami czarnopłetwymi (C. limbatus) czy żarłaczami srebrnopłetwymi (C. albimarginatus) tej samej wielkości. W przypadku zagrożenia lub konfrontacji zmienia swoje zachowanie na bardziej agresywne, podobnie jak żarłacz rafowy (Carcharhinus amblyrhynchos). Staje się chaotyczny, zaczyna gwałtowniej pływać, mocno wygina grzbiet, podnosi głowę oraz wyciąga płetwy piersiowe ku dołowi. Takie działanie poprzedza najczęściej atak na przeciwnika lub ucieczkę. 
Najlepiej poznanym pasożytem żarłacza galapagoskiego jest Dermophthirius carcharhini, gatunek płazińca przyczepiającego się do skóry rekina. Wśród pozostałych opisano między innymi tasiemce z rodzaju Dasyrhynchus i Tentacularia oraz widłonogi Nesippus crypturus, Pandarus cranchii i Pandarus smithii. W pozbyciu się pasożytów pomagają ryby z gatunku Caranx (w tym Caranx melampygus).

### Odżywianie

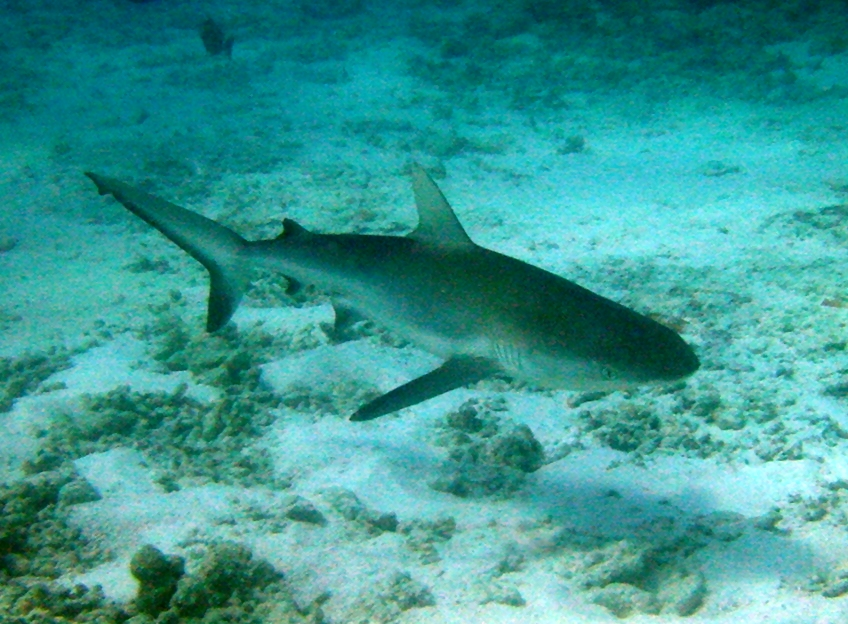
Żarłacz galapagoski zwykle poluje w pobliżu dna morskiego

Podstawowym pokarmem żarłacza galapagoskiego są żyjące przy dnie ryby kostnoszkieletowe (w tym flądrokształtne, węgorzokształtne, strzępielowate, płaskogłowowate i rogatnicowate) i ośmiornice. Niekiedy rekiny te żywią się również pływającymi bliżej powierzchni rybami z rodziny ptaszorowatych i makrelowatych oraz kałamarnicami. Dorosłe osobniki wzbogacają dietę rybami chrzęstnoszkieletowymi (rajokształtnymi, drętwokształtnymi i orleniokształtnymi oraz mniejszymi rekinami, w tym także osobnikami swojego gatunku), skorupiakami, jak i niektórymi niejadalnymi dla rekinów rzeczami, na przykład liśćmi, koralowcami, kamieniami czy odpadami. Na Wyspach Galapagos gatunek ten poluje głównie na kotliki galapagoskie, uchatki z gatunku Zalophus wollebaeki i legwany morskie. W 1953 roku amerykański zoolog Conrad Limbaugh podczas zbierania okazów ryb u wybrzeży Wyspy Clippertona zaobserwował młode żarłacze galapagoskie atakujące drewniane wiosła, boje, a nawet dna łodzi i połykające odgryzione fragmenty. Wpuszczony do wody z uwagi na bezpieczeństwo nurków trujący dla ryb renton nie podziałał na pobudzone rekiny, które momentami w akcie agresji wciskały się pod dno łodzi na wodach tak płytkich, że ich płetwy grzbietowe narażone były na uszkodzenie.

### Cykl życiowy
Podobnie jak inne żarłaczowate, jest żyworodny. Embriony w ciele matki zużywają zapasy żółtka z pęcherzyka żółtkowego, który później łączy się ze ścianą macicy tworząc tzw. łożysko żółtkowe, dzięki któremu dostarczane jest pożywianie z organizmu matki. Samice zachodzą w ciążę co 2-3 lata. Okres godowy trwa od stycznia do marca. W tym okresie pobudzone samce uporczywie próbują doprowadzić do kopulacji, często w sposób agresywny, gryząc samicę w okolicy płetwy grzbietowej. Jest to typowe zachowanie dla żarłaczowatych. Często u samic zauważyć można liczne blizny na grzbiecie. Kopulacja odbywa się za pomocą pterygopodium, narządu wykształconego u samców z dystalnych fragmentów płetw brzusznych. Ciąża trwa około 12 miesięcy. Poród następuje wiosną w płytkich przybrzeżnych wodach. Samica rodzi od 6 do 16 młodych. Liczba młodych zależy od wielkości matki, im większa samica, tym liczniejszy miot. Noworodki mierzą zazwyczaj 61–80 cm długości, choć w wodach wschodniego Pacyfiku obserwowano już swobodnie pływające młode o długości 57 cm lub mniejszej, co wskazuje, że ich wielkość zależy od położenia geograficznego. Młode pozostają przez dłuższy czas w płytkich wodach, w celu uniknięcia ataku drapieżników (w tym dorosłych żarłaczy galapagoskich). Samce osiągają dojrzałość płciową w wieku 6-8 lat przy długości 2,1-2,5 m, samice zaś w wieku 7-9 lat, przy długości 2,2-2,5 m. Żarłacze galapagoskie żyją niekiedy ponad 24 lata.

## Relacje z ludźmi

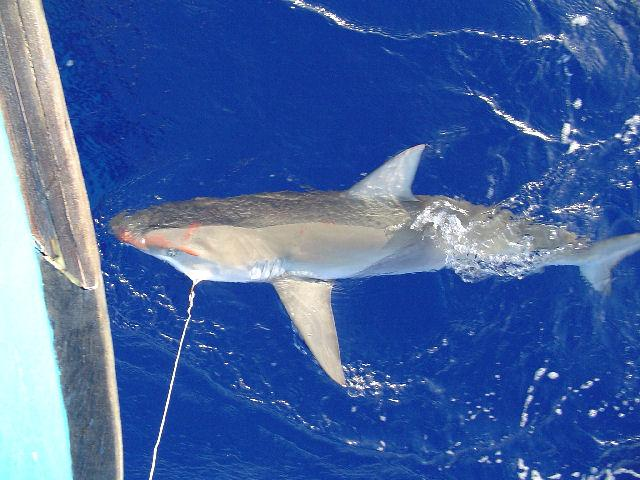
Złowiony osobnik żarłacza galapagoskiego na Hawajach

Z uwagi na ciekawość i agresywność gatunek ten uważany jest za niebezpieczny dla ludzi, dlatego też odradza się nurkowania w miejscach jego występowania. Rekiny te pływają najczęściej w dużych grupach i potrafią podpłynąć bardzo blisko ludzi, okazując szczególne zainteresowanie rękom i płetwom nurków. Nawet niezagrożone potrafią zaatakować, co udowadniają obserwacje młodych osobników Conarda Limbaugha z 1953 roku. Rekiny te są bardzo odporne na typowe techniki odstraszania. Odegnane osobniki szybko wracają jeszcze bardziej podniecone. Użycie harpuna lub broni palnej spowodować może grupowy szał z uwagi na obecną w wodzie krew zranionego osobnika. W 1839 roku u wybrzeży Wysp Świętego Piotra i Pawła Robert FitzRoy był świadkiem grupowego ataku żarłaczy na wyciągane z wody złowione ryby. Pomimo uderzeń wiosłami i hakami niewzruszone rekiny w przeciągu chwili pożarły ponad połowę jednorazowego połowu. W 2008 roku żarłacze galapagoskie dwukrotnie zaatakowały ludzi, pierwszy atak miał miejsce na Bermudach, drugi (śmiertelny) w wodach Wysp Dziewiczych.
Międzynarodowa Unia Ochrony Przyrody (IUCN) uznała żarłacza galapagoskiego za gatunek bliski zagrożenia (NT) z uwagi na powolne tempo rozrodcze. IUCN nie posiada wystarczających informacji na temat wielkości połowów w wielu miejscach jego występowania. Mięso tego gatunku jest cenione i uważane za bardzo smaczne. Pomimo wysokiej liczebności np. w wodach wokół Wysp Świętego Piotra i Pawła lub na Hawajach na niektórych obszarach (w tym u wybrzeży Ameryki Środkowej) wielkość populacji żarłacza galapagoskiego spadła. Dlatego uważa się, że niektóre miejscowe populacje mogę być zagrożone. W wodach wokół Wysp Galapagos oraz Wysp Kermadec rekin ten chroniony jest prawnie, w ramach ochrony rezerwatów morskich.